# Радник-посланник
Радник-посланник — дипломатична посада, друга особа в посольстві.
Назва походить, з одного боку, від посади «радник» (радник → старший радник → головний радник → радник-посланник) і, з іншого боку, від колишнього поділу глав дипломатичних місій на «послів» та «посланників», в залежності від значимості місії.
У невеликих посольствах посада радника-посланника може бути відсутня, функція другої особи виконується другим за старшинством дипломатом, в ключових країнах у посольстві може бути 2 або навіть більше (поширена практика дипслужби США) радників-посланників.